# Lake City (Michigan)
Lake City település az Amerikai Egyesült Államok Michigan államában, Missaukee megyében, melynek megyeszékhelye is. Lakosainak száma 829 fő (2020. április 1.).

## Népesség
A település népességének változása:

| 2010 | 836 |
| 2020 | 829 |